# Foltinyi János
Foltinyi János vagy Foltíny János (Jászkisér, 1837. január 5.-?) - szihalmi plébános, sümegi prépost, műkedvelő régész.

## Életrajza
1837. január 5-én született Jász-Kiséren, polgári családból. Középiskoláit Jászberényben és Egerben végezte, majd egyházi pályára lépett. 1860-ban szentelték pappá. Felszentelése után két évig apátfalvi káplán volt, majd 13 évig volt szihalmi plébános. 
Szihalmon töltött évei alatt történelemmel és különösen a régészettel foglalkozott. Gazdag régiséggyűjteményét később a Magyar Nemzeti Múzeumnak ajándékozta. 1875-ben került az alsóábráni plébániára, majd 1877-ben esperes lett. 1886 nyarán alsó-miskolcra került. 1888-ban sümegi préposttá nevezték ki. Közben munkája mellett élénk tevékenységet fejtett ki a társadalmi téren is, ő szervezte meg a miskolci nőegyletet.

## Művei
- Költeményeket irt a Katolikus Néplapba (1865-1866.)

### Értekezései aSzázadokban
- (1870. Ki indítványozta a m. tud. akadémia felállítását?, Csakugyan Bod Péter és nem Bessenyei
- 1871. Néhány hely a záztyi apátság alapító-leveléből s Anonymus kora és kiléte, A leleszi bizottság jelentése, a tört. társulat Leleszen tartott kiránduló gyűlése alkalmából,
- 1872. A szepesvár-mindszenti bizottság jelentése, a tört. társ. Szepesváralján tartott gyűlése alkalmából
- 1874. Adalékok a magyar képzőművészek sorozatához
- 1875. Szihalom község pecséte 1706-ból), az Egri Egyházmegyei Közlönyben
- (1872. A szihalmi uj főoltárkép és a keresztény művészet a festészetben
- 1874. A parochialis háztörténeti naplók jelentősége és haszna a történetirás mai állásával szemben.
- 1878. Indítvány Lonovics szülőházának emléktáblával leendő megjelölése ügyében.
- 1879. Kracker János Lukács halálának századik évfordulója.
- 1883. Válasz mikor élt Anonymus? feliratú birálat irójának), az Egerben (1879. Kracker János Lukács egyházi festő emlékezete, átvette a Képzőművészeti Szemle 1890.)

### Értekezései a Délmagyarországi Tört. és Régészeti Értesítőben
- (1884. Zovty és Zázty), a Szabolcsi Szabadsajtóban
- (1885. 41. 42. sz. A zázty apátság, felvilágosító válasz)

### Értekezései a Pesti Naplóban
- (1887. 331. sz. Az egri érsek alkotásai a népnevelés érdekében)

### Értekezései a Népiskolai Tanügyben
- (1888. Eger főpásztora és a nevelésügy.)

Ezeken kívül több rendbeli levelezése jelent meg a Katolikus Néplapban, Idők Tanujában, Arch. Értesítőben, Egerben, P. Naplóban és az Egri Egyházmegyei Közlönyben névtelenül.

## Művei
- A szihalmi Árpádvár vagy Földvárhalom ásatásának s az ott lelt tárgyaknak ismertetése. Pest, 1871. (Különnyomat a Századokból. Ism. Ipolyi Arnold, Pest.)
- A záztyi apátság XI. századi alapító oklevelének taglalata s ismeretlen helyének meghatározása. Kútfő-tanulmány az egri főegyházmegye történetéből, vonatkozással Anonymusra, Eger, 1882. (Ism. Századok).
- A besenyők sírhalmai Szihalom mellett és a magyar pogánykori leletek. Eger, 1887.)
- Az alsó-miskolci római katolikus hitközség egyházi elnökének évi jelentése. (Miskolc, 1888.)